# Rio (1939)
Rio (bra Torturas de uma Alma) é um filme americano de 1939, do gênero drama policial, dirigido por John Brahm.

## Enredo
O financista francês Paul Reynard (Rathbone) é condenado a um período de dez anos em uma colônia penal sul-americana por fraude bancária. Sua esposa Irene (Gurie) e o fiel servo de Paul Dirk (McLaglen) viajam para o Rio de Janeiro para providenciar a fuga de Paul. Mas uma vez que ela desembarcou na capital brasileira, Irene se apaixona pelo engenheiro americano Bill Gregory (Cummings). Após sua fuga, Paul percebe que perdeu sua esposa para sempre para um homem melhor. Procurando vingança, ele se prepara para atirar em Bill a sangue frio, mas Dirk intervém e mata Reynard.

## Elenco
- Basil Rathbone como Paul Reynard
- Victor McLaglen como Dirk
- Sigrid Gurie como Irene Reynard
- Robert Cummings como Bill Gregory
- Leo Carrillo como Roberto
- Billy Gilbert como Manuelo
- Maurice Moscovitch como o velho condenado
- Samuel S. Hinds como Lamartine
- Irving Pichel como Rocco
- Irving Bacon como 'Mushy'
- Ferike Boros como Maria

## Produção
Em julho de 1938, a Universal anunciou que o filme estrelaria Danielle Darrieux, que eles tinham contrato. Em outubro, a Universal disse que James Stewart apareceria ao lado de Darrieux no filme e Joel McCrea representaria um papel destinado a Stewart, Destry Rides Again. No final daquele mês, houve relatos de que Darrieux não queria voltar para Hollywood. A Universal disse que estava doente e voltaria em janeiro, quando faria o Rio. Em janeiro, Hedda Hopper relatou que Darrieux não queria voltar porque não gostou do roteiro de Rio. Em março, Joe Pasternak insistiu em que ninguém mais faria seu papel.
O retorno de Darrieux da França continuou sendo adiado e, em junho de 1939, Sigrid Gurie foi escalado. As filmagens se estenderam de 21 de julho a setembro de 1939.